# Alicja Przybyszowska
Alicja Przybyszowska (ur. 24 stycznia w Nowym Sączu) – polska artystka sztuk wizualnych, fotografka, jurorka, kuratorka, pedagog, inicjatorka oraz koordynatorka konkursów fotograficznych. Uhonorowana tytułami Artiste FIAP (AFIAP), Excellence FIAP (EFIAP), Excellence FIAP Bronze (EFIAP/b), Excellence FIAP Silver (EFIAP/s), Excellence FIAP Gold (EFIAP/g), Excellence FIAP Platinum (EFIAP/p). Członkini i Artystka Fotoklubu Rzeczypospolitej Polskiej Stowarzyszenia Twórców (AFRP). Członek Kapituły Fotoklubu RP. Członek Związku Polskich Artystów Plastyków.

## Życiorys
Alicja Przybyszowska jest absolwentką Państwowej Wyższej Szkoły Zawodowej w Nowym Sączu oraz Akademii Sztuk Pięknych im. Eugeniusza Gepperta we Wrocławiu. Mieszka, pracuje, tworzy w Nowym Sączu – fotografuje od początku lat 90. XX wieku. Miejsce szczególne w jej twórczości zajmuje fotografia architektury, fotografia krajobrazowa oraz fotografia społeczna. W 2005 została przyjęta w poczet członków rzeczywistych Krynickiego Towarzystwa Fotograficznego, w którym od 2010 pełniła funkcję wiceprezesa Zarządu KTF. Była współorganizatorem, kuratorem, członkiem jury konkursów fotograficznych: Detal architektoniczny Historycznego Państwa Muszyńskiego, Ogólnopolskiego Konkursu Fotograficznego Stary Sącz – kreatywnie oraz konkursu Na skrzyżowaniu kultur w Dolinie Popradu.
Alicja Przybyszowska jest autorką i współautorką wielu wystaw fotograficznych; indywidualnych i zbiorowych, poplenerowych oraz pokonkursowych. Jej fotografie były prezentowane (m.in.) w Niemczech, Serbii, Słowacji oraz w Polsce. Bierze aktywny udział w Międzynarodowych Salonach Fotograficznych, organizowanych (między innymi) pod patronatem FIAP, zdobywając wiele akceptacji, medali, nagród, wyróżnień, dyplomów, listów gratulacyjnych. W 2009 za twórczość fotograficzną i pracę na rzecz fotografii została wyróżniona nagrodą – Srebrnym Jabłkiem Sądeckim – za zasługi dla Ziemi Sądeckiej. W 2013 (35-lecie Krynickiego Towarzystwa Fotograficznego) została uhonorowana dyplomem burmistrza Krynicy-Zdroju (za osiągnięcia w upowszechnianiu sztuki fotograficznej i promowaniu Gminy Krynicy-Zdroju).
W 2016 roku została przyjęta w poczet członków rzeczywistych Fotoklubu Rzeczypospolitej Polskiej Stowarzyszenia Twórców (legitymacja nr 416). Pokłosiem udziału w Międzynarodowych Salonach Fotograficznych (pod patronatem FIAP) było przyznanie Alicji Przybyszowskiej w 2017 roku, tytułu honorowego Artiste FIAP (AFIAP), w 2018 roku, tytułu Excellence FIAP (EFIAP), w 2020 Excellence FIAP Bronze (EFIAP/b), w 2021 Excellence FIAP Silver (EFIAP/s), w 2022 Excellence FIAP Gold (EFIAP/g), w 2024 Excellence FIAP Platinum (EFIAP/p) – przez Międzynarodową Federację Sztuki Fotograficznej FIAP, z siedzibą w Luksemburgu.
Prace Alicji Przybyszowskiej zaprezentowano w Almanachu (1995–2017), wydanym przez Fotoklub Rzeczypospolitej Polskiej Stowarzyszenie Twórców. 
W 2018 roku została uhonorowana Medalem „Za Zasługi dla Fotografii Polskiej” – odznaczeniem przyznawanym przez Kapitułę Fotoklubu Rzeczypospolitej Polskiej Stowarzyszenia Twórców – w 100. rocznicę odzyskania przez Polskę niepodległości. W 2020 odznaczony Srebrnym Medalem „Za Fotograficzną Twórczość” – odznaczeniem ustanowionym przez Zarząd i przyznawanym przez Kapitułę Fotoklubu Rzeczypospolitej Polskiej Stowarzyszenia Twórców, w odniesieniu do obchodów 25-lecia powstania Fotoklubu RP. W 2021 otrzymała stypendium Ministerstwa Kultury i Dziedzictwa Narodowego. W 2022 roku otrzymała Stypendium Ministra Kultury i Dziedzictwa Narodowego „za wybitne osiągnięcia” na rok 2022/2023. W 2023 została odznaczona Odznaką honorową „Zasłużony dla Kultury Polskiej”. W 2024 otrzymała Statuetkę Małopolskiej Nagrody Twórczości, przyznawaną artystom za szczególne osiągnięcia na niwie twórczości artystycznej i popularyzacji kultury.

## Odznaczenia
- Medal „Za Zasługi dla Fotografii Polskiej” (2018)[33][3]
- Srebrny Medal „Za Fotograficzną Twórczość” (2020)[28]
- Odznaka honorowa „Zasłużony dla Kultury Polskiej” (2023)[31]

## Wystawy indywidualne
1. Huculszczyzna dziś (2006)
2. Przez Zielony Albion (2008)
3. Sądeckie Przystanki Zadumy (2009)
4. Śladami Świętych (2009)
5. Polne Impresje (2010)
6. Sacrum w kolorze drewna (2011)
7. Maroko (2016)[18]
8. Jerozolima (2017)[15]
9. Dziedzictwo Nemanjićów (2017)[16]
10. Ekwiwalent (2018)[34]
11. Nocne Krajobrazy (2018)[22]
12. Prześwietlenia (Nowy Sącz 2020)[35]
13. Prześwietlenia (Bełchatów 2020)[36]
14. Kolor (Warszawa 2020)[37]
15. Ekwiwalent (Kraków 2020)[38]
16. Anatomia piękna (Rzeszów 2021)[39]
17. Prześwietlenia (Zamość 2021)[29]
18. Symbol systemu (Bardejów 2021)[40]
19. Prześwietlenia (Gliwice 2021)[41]
20. Anatomia piękna (Lanckorona 2021)[42]
21. Prześwietlenia (Olkusz 2021)[43]
22. Symbol systemu (Bełchatów 2021)[44]
23. Symbol systemu (Nowy Sącz 2022)[45]
24. Symbol systemu (Zamość 2022)[46]
25. Anatomia piękna (Nowy Sącz 2022)[47]
26. Prześwietlenia (Muzeum Fotografii w Janowie Lubelskim 2022)[48]
27. Prześwietlenia (Galeria Gardzienice w Lublinie 2022)[1]
28. Symbol systemu (Galerii Sztuki Nowy Warzywniak w Gdańsku 2023)[49]
29. Mimozanie (Mała Galeria w Nowym Sączu 2023)[50]
30. Symbol Systemu (Ośrodek Promocji Kultury Gaude Mater w Częstochowie 2024)[51]
31. Transmutacja (Galerii Sztuki Dwór Karwacjanów w Golicach 2024)[52]
32. Anatomia piękna (Galeria F10 w Warszawie 2024)[14]
33. Dawno Dawno Ciało (Sqart Gallery w Bytomiu 2024)[53]
34. Prześwietlenia (Mała Galeria Muzeum Narodowego Ziemi Przemyskiej 2025)[54]
35. Symbol Systemu (Muzeum Liptowskie w Rużomberku 2025)[55]
36. Prześwietlenia (Etnocentrum Ziemi Krośnieńskiej 2025)[56]
37. Archiwum/intymnie (Archiwum Narodowe w Krakowie 2025)[57]
38. Transmutacja (Centrum Kultury we Włocławku 2025)[58]

Źródło

## Wystawy zbiorowe
- Intymność formy (Galeria Przędza w Łodzi 2025)[59]